# Harold Weston
Harold Weston (Merion Station, 14 de fevereiro de 1894 - Nova York, 10 de abril de 1972) foi um pintor estadunidense. Trabalhou com murais e foi socialmente engajado em associações de socorro internacional.